# ریچارد گودارد-کراولی
ریچارد گودارد-کراولی (انگلیسی: Richard Goddard-Crawley؛ زادهٔ ۳۱ مارس ۱۹۷۸) فوتبالیست اهل بریتانیا است.
از باشگاه‌هایی که در آن بازی کرده‌است می‌توان به باشگاه فوتبال آرسنال، باشگاه فوتبال هورنچورج، باشگاه فوتبال ووکینگ، باشگاه فوتبال سنت آلبنز سیتی، باشگاه فوتبال برنتفورد، باشگاه فوتبال ووکینگ، باشگاه فوتبال چشام یونایتد، باشگاه فوتبال هارو بورو، و باشگاه فوتبال تاروک اشاره کرد.